# Prințesa Irulan
Irulan Corrino este un personaj fictiv din seria de romane Dune. Este cea mai în vârstă dintre fiicele Împăratului Padisah Shaddam Corrino IV și este o Bene Gesserit de Rang ascuns. După Afacerea Arrakis, ajunge soția Împăratului Muad'dib și principalul istoric care va descrie viața lui Paul de la naștere până la urcarea sa pe tron.

## Biografie
Ca fiică a Împăratului Padisah, este menită, împreună cu cele 4 surori ale sale (Chalice, Wensicia, Josifa și Rugi), să devină doamnă de rafinament și eleganță. Încă de la o vârstă timpurie, Shaddam așteaptă ca după moartea sa, Irulan să devină Împărăteasă sau să se căsătorească cu un aliat politic pentru a menține hegemonia Casei Corrino. În același timp, surorile Bene Gesserit i-au recunoscut potențialul, așa că au antrenat-o pentru a o putea folosi pe viitor. În ciuda acestor așteptări, Irulan a rămas doar o Bene Gesserit mediocră, dar și-a păstrat caracterul ambițios și un puternic simț al independenței, care-o conduc la diverse conflicte cu tatăl ei.
În cele din urmă este atrasă și ea în Afacerea Arrakis. În Landsraad existau zvonuri că Irulan urma să se căsătorească cu Paul, ceea ce ar fi confirmat trecerea puterii imperiale asupra Casei Atreides. Însă invidia Împăratului față de ducele Leto l-a condus pe acesta să facă un pact cu rivalii săi, Casa Harkonnen. Împăratul i-a promis Baronului că va permite ca Irulan să se mărite cu Feyd-Rautha. Baronul a fost de acord, sperând la formarea unui Imperiu Harkonnen, însă Irulan s-a opus vehement, nedorindu-și să fie un simplu pion. Complotul contra Casei Atreides a fost înfăptuit, însă provocând vremelnica prăbușire a Casei. 
Pe când Muad'dib înfrângea armatele lui Shaddam, Irulan era pe Arrakis, unde-și însoțea tatăl. Ea a fost martoră la exterminarea Casei Harkonnen și s-a văzut obligată să se căsătorească cu Paul, pentru a legitima urcarea acestuia pe tronul imperial. Sperând că va putea avea un moștenitor, Corrino a acceptat. Însă când a văzut că Paul o iubește doar pe Chani, concubina sa, Irualan a înțeles adevărul.
Geloasă și resentimentară, a început să-i dea contraceptive periculoase Chaniei, pentru a împiedica nașterea unui moștenitor. După moartea Chaniei la naștere, a fost cuprinsă de păreri de rău și, după plecarea lui Paul în deșert, a devenit loială Casei Atreides și gemenilor Leto și Ghanima. În anii care-au urmat, și-a continuat cercetarea istorică, studiind și documentându-se despre perioada scursă de când Casa Atreides preluase controlul Arrakisului.

## Opere
Manualul lui Muad'dib
Muad'dib, comentarii familiale
Istoria copilului Muad'dib
Dicționarul lui Muad'dib
Analiză: Criza Arrakeeană (pentru Bene Gesserit)
Umanitatea lui Muad'dib
Istoria Jihadului Butlerian
Vorbe culese ale lui Muad'dib
În casa tatălui meu
Cântecele lui Muad'dib
Conversații cu Muad'dib
Trezirea Arrakisului
Reflecții private asupra lui Muad'dib
Paul of Dune
Ințelepciunea lui Muad'dib
Muad'dib, omul (prefața, Stilgar)
Contele Fenring: profil
Muad'dib: problemele religioase
Muad'dib:cele 99 de minuni ale universului
Legende alese de pe Arrakis